# Fluorid praseodymičitý
Fluorid praseodymičitý je anorganická sloučenina s chemickým vzorcem PrF4.

## Příprava
Fluorid praseodymičitý lze připravit reakcí fluoridu kryptonatého s oxidem praseodymičitým:
PrO2 + 2 KrF2 → PrF4 + O2 + 2 Kr
Fluorid praseodymičitý lze také připravit rozpuštěním hexafluoropraseodymičitanu sodného v kyselině fluorovodíkové:
Na2[PrF6] + 2 HF → PrF4↓ + 2 NaHF2

## Vlastnosti
Fluorid praseodymičitý je světle žlutá pevná látka, která se rozkládá při 90 °C:
2 PrF4 → 2 PrF3 + F2
Krystalová struktura fluoridu praseodymičitého je anti-kubická a je izomorfní k fluoridu uraničitému.
Díky vysokému elektrodovému potenciálu praseodymičitého kationtu (Pr3+/Pr4+: +3,2 V) se fluorid praseodymičitý ve vodě rozkládá za vzniku kyslíku.